# نصب النهضة الإفريقية
نُصب النهضة الإفريقية (بالفرنسية: Monument de la Renaissance africaine)‏ هو تمثال ضخم من البرونز يبلغ ارتفاعه 49 مترا خارج مدينة داكار عاصمة السنغال.
بإطلالته على المحيط الأطلسي في ضاحية أواكام، فإن التمثال الذي صممه المهندس المعماري السنغالي بيير غوديابي بعد مبادرة من الرئيس عبد الله واد وقامت بإنشائه شركة من كوريا الشمالية.
تم البدء في موقع التمثال أعلى تلة ترتفع بنحو 100 متر في 2006. وبدأت إنشاءات التمثال البرونزي في 3 أبريل 2008. وكان مقررا الانتهاء من أعمال الإنشاء في ديسمبر 2009، لتتأخر حتى أوائل 2010. وتم افتتاح النصب في 4 أبريل 2010، والذي يصادف اليوم الوطني للسنغال. وكذلك مُخلداً للذكرى الخمسون لاستقلال البلاد عن فرنسا.

## الإنشاءات
تم صنع التمثال من ثلاثة صفائح سميكة من النحاس على شكل أسرة تخرج من قمة الجبل، مكونة من رجل وامرأة شابين وطفل جالس على الكتف الأيسر للرجل وهو يشير باتجاه البحر. قامت بإنشاء النصب شركة «مانسوداي أوفرسيز بروجكتز» وهي شركة من كوريا الشمالية.

## انتقادات
تم انتقاد التمثال بسبب الكلفة العالية لبنائه والتي بلغت 16.6 مليون يورو (27 مليون دولار). كذلك انتقدت المعارضة السنغالية تصميم التمثال واصفة اياه ب"الستاليني"، في حين قال آخرون أن شكل الأجساد «ليست إفريقية». في حين اعترض أئمة محليون أن التمثال يصور جسما بشريا «مايعد من بقايا الوثنية»، كما اعترض بعضهم على ماوصف «بشبه العري» لشخصيتي التمثال.
كذلك اعترض فنانون سنغالين على استخدام بنائين من كوريا الشمالية لبناء التمثال، مثل النحات السنغالي عثمان سوو واصفا التمثال بأن «لاعلاقة له بالنهضة الإفريقية ولاعلاقة له بالفن».

## معرض صور

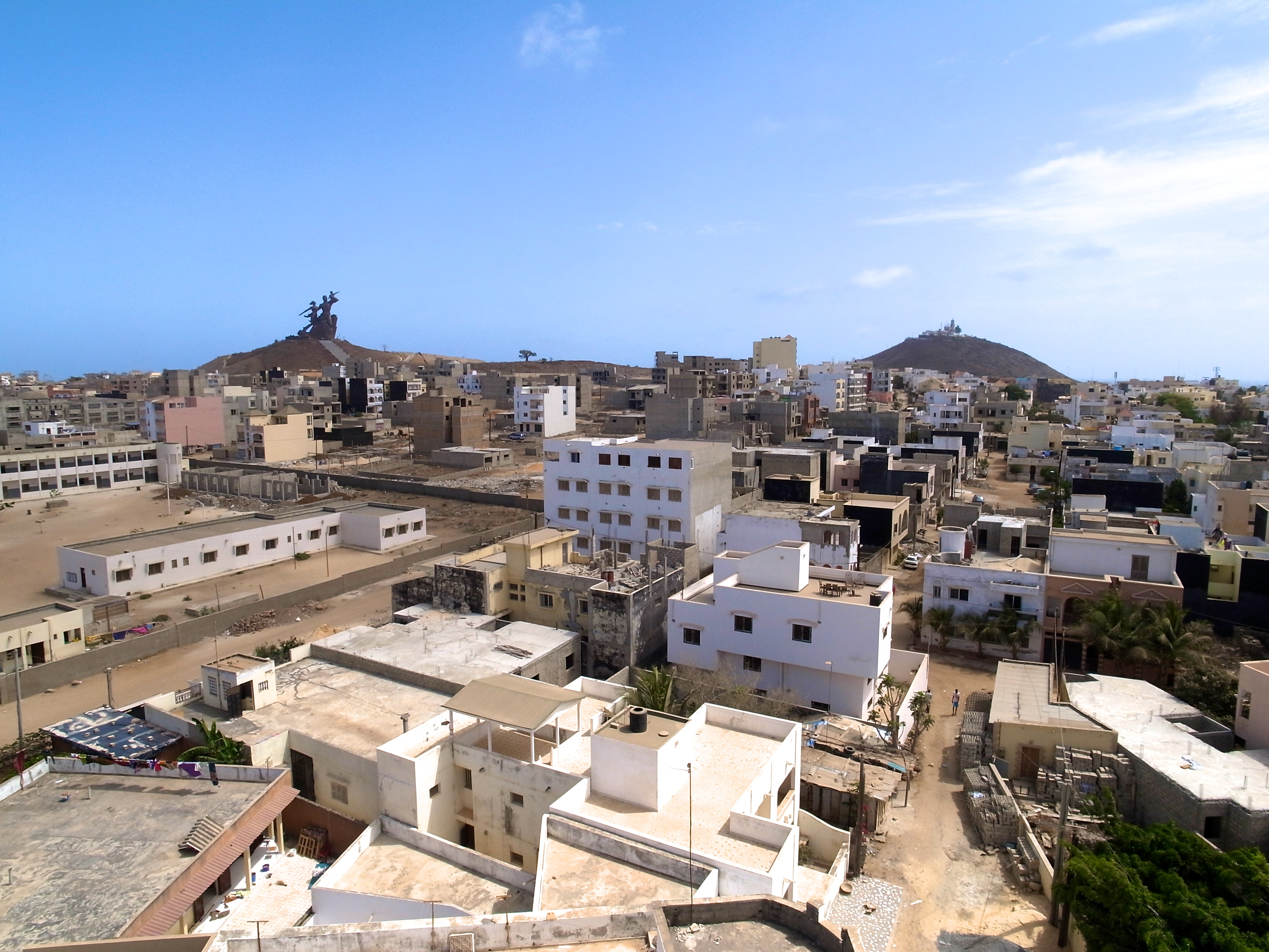
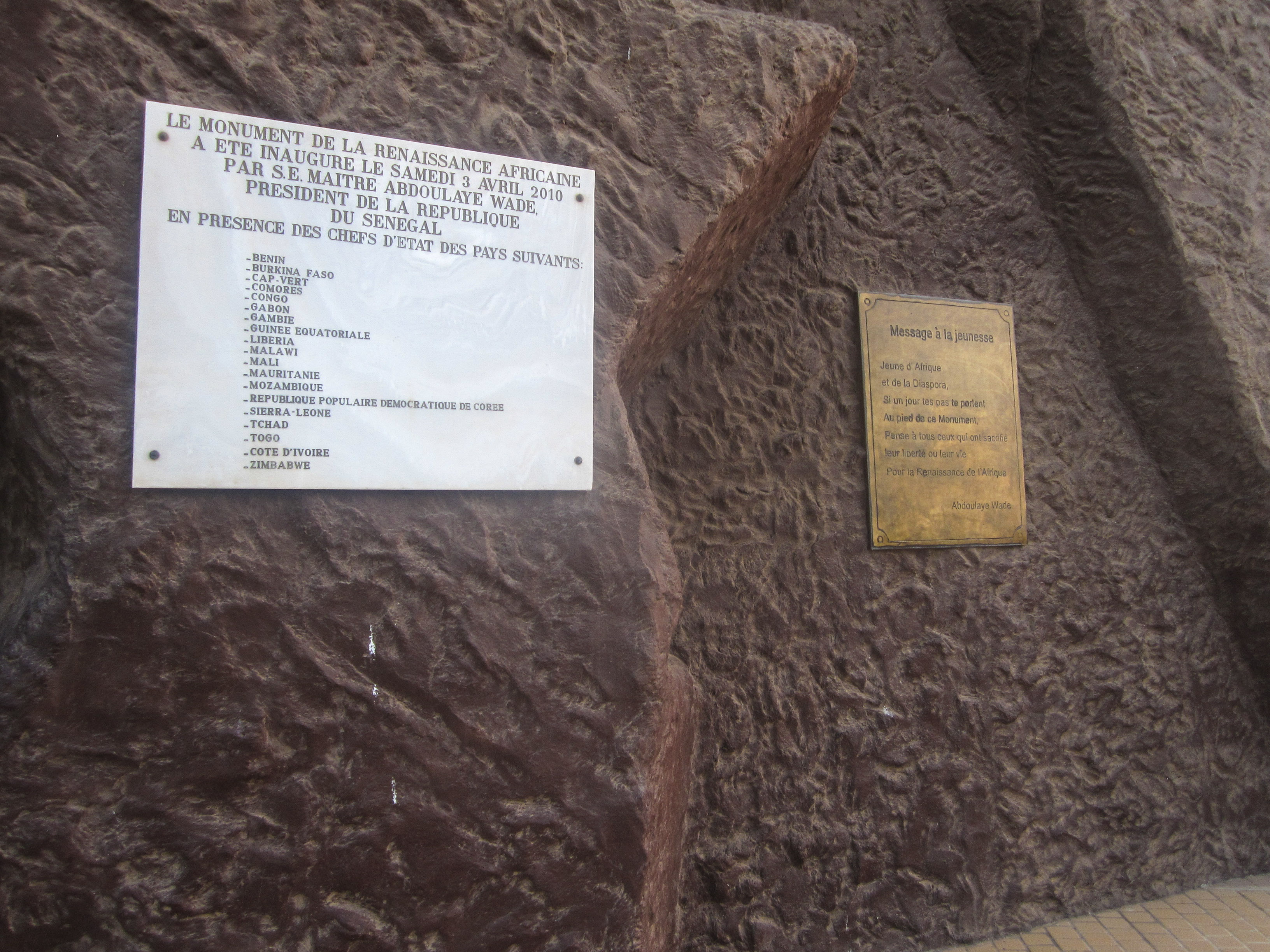
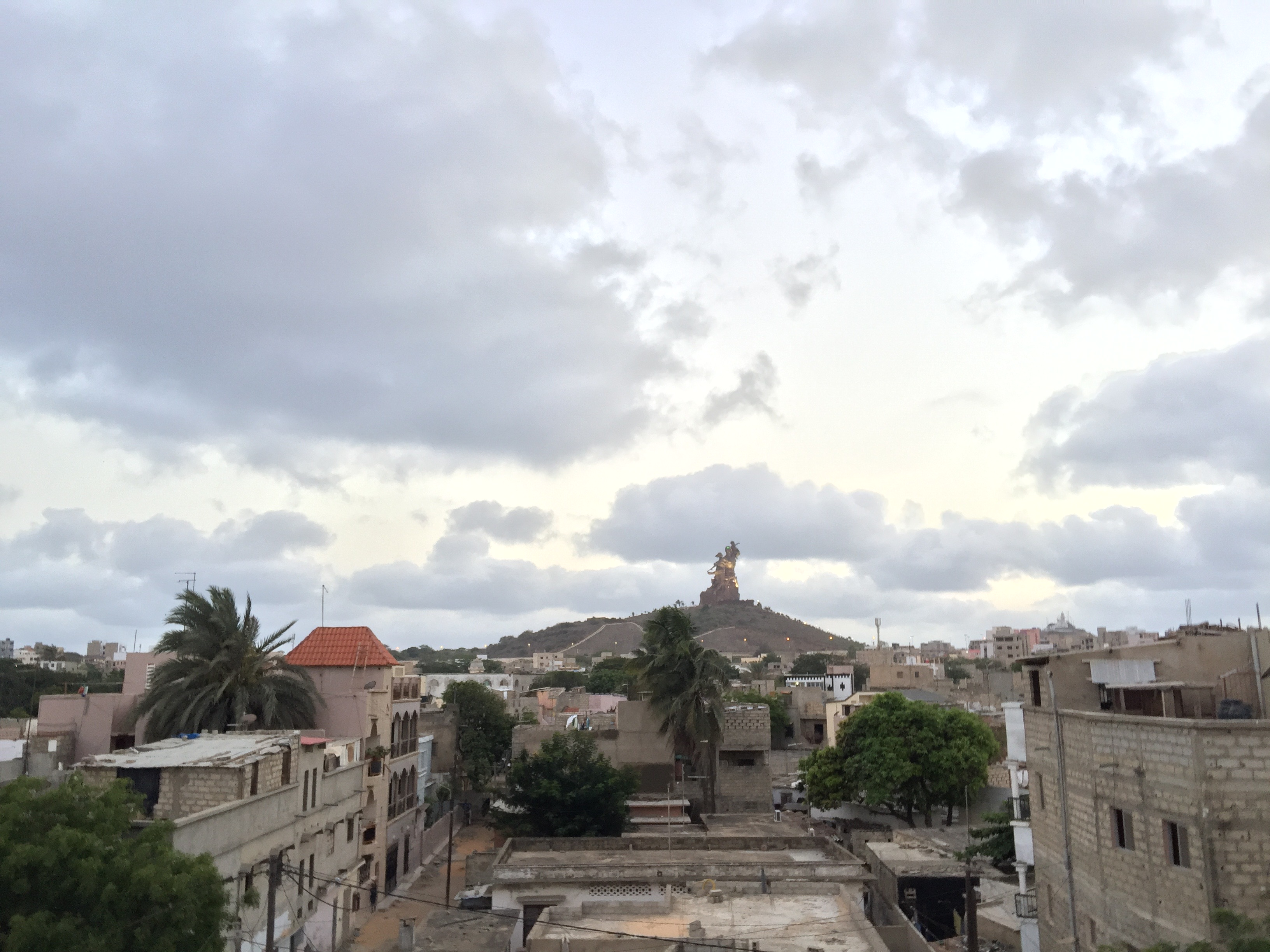